# Palmas Arborea
Palmas Arborea (Prammas in sardo) è un comune italiano di 1 479 abitanti della provincia di Oristano in Sardegna, nella regione del Campidano di Oristano.

## Storia
L'area fu abitata in epoca nuragica per la presenza nel territorio di un nuraghe.
Nel Medioevo appartenne al Giudicato di Arborea e fece parte della curatoria di Simaxis.
Alla caduta del giudicato (1420) fu incluso nel Marchesato di Oristano e dal 1478 passò sotto il dominio aragonese. Il paese, che ebbe notevole importanza in epoca medievale, andò via via decadendo. Nel 1767 fu incorporato nel marchesato d'Arcais, feudo dei Nurra, ai quali fu riscattato nel 1839 con la soppressione del sistema feudale.

### Simboli
Lo stemma e il gonfalone del comune di Palmas Arborea sono stati concessi con decreto del presidente della Repubblica del 13 gennaio 2003.
Il gonfalone è un drappo tagliato di bianco e di rosso.

## Monumenti e luoghi d'interesse

### Luoghi di interesse naturalistico
- Foresta di Sa Dispensa
- Stagno di Pauli Maiori

## Società

### Evoluzione demografica
Abitanti censiti

### Lingue e dialetti
La variante del sardo parlata a Palmas Arborea è il campidanese oristanese.

## Amministrazione
| Periodo         | Periodo         | Primo cittadino   | Partito                                    | Carica  | Note |
| --------------- | --------------- | ----------------- | ------------------------------------------ | ------- | ---- |
| 31 maggio 2015  | 26 ottobre 2020 | Andrea Pisu Massa | Lista civica "Impegno dialogo trasparenza" | Sindaco |      |
| 26 ottobre 2020 | in carica       | Emanuele Cadoni   | Lista civica "Uniti per Palmas"            | Sindaco |      |